# Rodolfo Hoyos Jr.
Pour les articles homonymes, voir Hoyos.
Rodolfo Hoyos Jr., né le 14 mars 1916 à Mexico (Mexique) et mort le 15 avril 1983 à Los Angeles (États-Unis), est un acteur mexicain.

## Biographie
Fils de l'acteur et chanteur Rodolfo Hoyos (1896-1980), Rodolfo Hoyos Jr. s'installe aux États-Unis, où il fait toute sa carrière à l'écran, comme acteur de second rôle (parfois non crédité). 
Au cinéma, il contribue à quarante-huit films américains (dont des westerns), depuis Mascarade à Mexico de Mitchell Leisen (1945, avec Dorothy Lamour et Arturo de Córdova) jusqu'à Les Armes du pouvoir de James Toback (coproduction germano-américaine, 1982, avec Ornella Muti et klaus Kinski), sorti l'année précédant sa mort (en 1983), à 67 ans.
Entretemps, mentionnons Passion sous les tropiques de Rudolph Maté (1953, avec Robert Mitchum et Linda Darnell), Dix jours d'angoisse de George Sherman (1958, avec Sterling Hayden), Sept jours en mai de John Frankenheimer (1964, avec Burt Lancaster et Kirk Douglas) et Le Justicier de l'Arizona de James Neilson (1967, avec Robert Taylor et Chad Everett).
Actif surtout à la télévision américaine (souvent dans le domaine du western), Rodolfo Hoyos Jr. apparaît dans cent-trente séries, depuis Cisco Kid (deux épisodes, 1952) jusqu'à Drôles de dames (un épisode, 1979).
Dans l'intervalle, citons Histoires du siècle dernier (un épisode, 1955), Zorro (quatre épisodes, 1958-1960), Les Mystères de l'Ouest (un épisode, 1965), Au cœur du temps (deux épisodes, 1966-1967), ou encore Les Rues de San Francisco (deux épisodes, 1973-1975).
S'ajoutent trois téléfilms, les deux premiers diffusés en 1970, le troisième en 1975.

## Filmographie partielle

### Cinéma
- 1945 : Mascarade à Mexico (Masquerade in Mexico) de Mitchell Leisen : un spectateur à la corrida
- 1946 : Gilda de Charles Vidor : un paysan
- 1947 : Sérénade à Mexico (Honeymoon) de William Keighley : un ami de David
- 1949 : Ça commence à Vera Cruz (The Big Steal) de Don Siegel : un douanier
- 1950 : La Capture (The Capture) de John Sturges : un bagagiste
- 1950 : Cas de conscience (Crisis) de Richard Brooks : un chauffeur
- 1950 : La Dame sans passeport (A Lady Without Passport) de Joseph H. Lewis : un policier
- 1951 : L'Aigle rouge de Bagdad (The Magic Carpet) de Lew Landers : un sergent
- 1953 : Passion sous les tropiques (Second Chance) de Rudolph Maté : Vasco

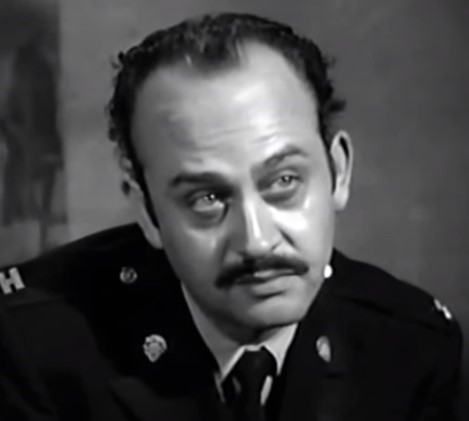
Dans Time Table (1956)

- 1953 : Révolte au Mexique (Wings of the Hawk) de Budd Boetticher : un employé
- 1954 : L'Émeraude tragique (Green Fire) d'Andrew Marton : Le barman Pedro
- 1955 : Rendez-vous sur l'Amazone (The Americano) de William Castle : Cristino
- 1956 : Time Table (en) de Mark Stevens : Lieutenant Castro
- 1956 : Les clameurs se sont tues (The Brave One) d'Irving Rapper : Rafael Rosillo
- 1958 : Villa!! (en) de James B. Clark : Pancho Villa
- 1958 : Dix Jours d'angoisse (Ten Days to Tulare) de George Sherman : César
- 1959 : Quand la terre brûle (The Miracle) d'irving Rapper et Gordon Douglas
- 1964 : Papa play-boy (A Global Affair) de Jack Arnold : un délégué espagnol
- 1964 : Sept Jours en mai (Seven Days in May) de John Frankenheimer : Capitaine Ortega
- 1966 : Madame X de David Lowell Rich : l'hôtelier
- 1966 : El Dorado d'Howard Hawks : un mexicain
- 1967 : Le Justicier de l'Arizona (Return of the Gunfighter) de James Neilson : Luis Domingo
- 1969 : L'habit ne fait pas la femme (Change of Habit) de William A. Graham : M. Hernandez
- 1982 : Les Armes du pouvoir (Love & Money) de James Toback : Général Sanzer

### Télévision

#### Séries
- 1952 : Cisco Kid (The Cisco Kid), saison 3, épisode 13 Thunderhead (Prado) de Sobey Martin et épisode 14 Bell of Santa Margarita (Vejar) de Sobey Martin
- 1954-1956 : I Love Lucy
  - Saison 4, épisode 7 Lucy's Mother-in-Law (1954) de William Asher : un invité de la fête
  - Saison 6, épisode 9 The Ricardos Visit Cuba (1956) de James V. Kern : un parent de Ricky
- 1955 : Histoires du siècle dernier (Stories of the Century), saison 2, épisode 5 Augustine Chacon (en) de Franklin Adreon : rôle-titre
- 1955 : Rintintin (The Adventures of Rin Tin Tin), saison 1, épisode 26 The Bandit Kingdom : Don Alfonso Garcia

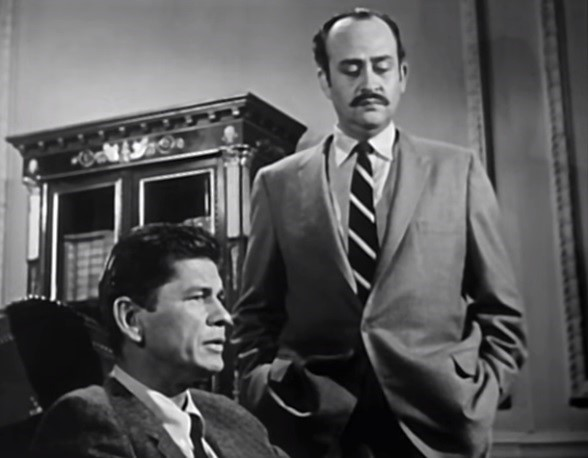
Avec Charles Bronson (assis), dans Man with a Camera, épisode Blind Spot (1958)

- 1958 : Elfego Baca, saison 1, épisode 1 Les Neuf Vies d'Elfego Baca (The Nine Lives of Elfego Baca) de Norman Foster : Arturo Baca
- 1958 : Sugarfoot
  - Saison 1, épisode 10 Bullet Proof de Franklin Adreon : Pancho
  - Saison 2, épisode 1 Ring of Sand de Leslie H. Martinson : Morales
- 1958 : Man with a Camera, saison 1, épisode 8 Blind Spot de Gerald Mayer : Capitaine Castilho
- 1958-1960 : L'Homme à la carabine (The Rifleman)
  - Saison 1, épisode 2 Home Ranch (1958) d'Arnold Laven : Pablo
  - Saison 2, épisode 31 The Prodigal (1960) de Don McDougall : Luis Torre
- 1958-1960 : Zorro
  - Saison 1, épisode 23 Le Secret de la Sierra (The Secret of the Sierra, 1958) de Norman Foster : Cuevas
  - Saison 2, épisode 39 Celui qui le trouve le garde (Finders Keepers, 1959) : Montez
  - Saison 3 (ou hors saison), épisode 1 El Bandido (1960) de William Witney et épisode 2 Adios, El Cuchillo (1960) de William Witney : Vibora
- 1959 : Peter Gunn, saison 1, épisode 37 The Coffin de Lamont Johnson : Capitaine Noriega
- 1959 : Les Incorruptibles (The Untouchables), saison 1, épisode 7 Pas de cadavre au Mexique (Mexican Stake-Out) de Tay Garnett : Achilles Guzman
- 1959 : Texas John Slaughter, saison 1, épisode 5 The Man from Bitter Creek : le convoyeur espagnol
- 1959-1969 : Les Aventuriers du Far West (Death Valley Days)
  - Saison 7, épisode 22 Price of a Passport (1959) : le gouverneur
  - Saison 10, épisode 26 La Tules (1962) de Tay Garnett : le gouverneur Armijo
  - Saison 17, épisode 16 The Understanding (1969) de Jack Hively : Fernando
- 1960 : Maverick, saison 3, épisode 16 The Marquesa d'Arthur Lubin : Miguel Ruiz
- 1960 : Au nom de la loi (Wanted: Dead or Alive), saison 3, épisode 14 La Sorcière (Witch Woman) : Don Emilio Flores
- 1960-1963 : 77 Sunset Strip
  - Saison 2, épisodes 24 et 25 Return to San Dede (Part I The Desert Story & Part II Capital Story, 1960) : Pablo Pinedo
  - Saison 3, épisode 3 The President's Daughter (1960 : Capitaine Soto) de James V. Kern et épisode 38 Hot Tamale Cuper (Part II, 1961 : un douanier) de George Waggner
  - Saison 5, épisode 10 Adventures in San Dede (1962) de Leslie H. Martinson : Villeda
  - Saison 6, épisode 12 The Fumble (1963) de Lawrence Dobkin : Delgado

- 1960-1967 : Bonanza

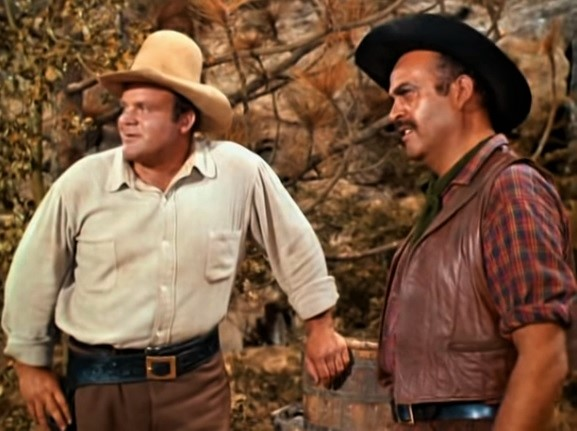
Avec Dan Blocker (à gauche), dans Bonanza, épisode Au bord de la rivière Tah (1960)

  - Saison 2, épisode 14 Au bord de la rivière Tah (The Ape, 1960) : Pepe
  - Saison 5, épisode 29 Les Companeros (The Companeros, 1965) de William F. Claxton : Luis Hidalgo
  - Saison 8, épisode 14 Tommy (1966) de William Witney : le chef de la police
  - Saison 9, épisode 3 Les Conquistadors (The Conquistadores, 1967) : Emiliano
- 1961 : One Step Beyond, saison 3, épisode 19 Le Guerrier fantôme (Person Unknown) de John Newland : Gomez
- 1961 : Thriller, saison 1, épisode 22 Les Doigts de la peur (The Fingers of Fear) : M. Martinez
- 1961 : La Grande Caravane (Wagon Train), saison 4, épisode 38 The Don Alvarado Story de David Butler : le prêtre
- 1961 : La Quatrième Dimension (The Twilight Zone), saison 3, épisode 6 Le Miroir (The Mirror) de Don Medford : Garcia
- 1962 : Aventures dans les îles (Adventures in Paradise), saison 3, épisode 21 Le Fugitif (The Secret Place) de James B. Clark : Chef Omu
- 1963 : Suspicion (The Alfred Hitchcock Hour), saison 1, épisode 21 I'll Be Judge – I'll Be Jury : Inspecteur Ortiz
- 1963 : Dobie Gillis, saison 4, épisode 27 The General Cried at Dawn : Zapatero
- 1964-1967 : Le Fugitif (The Fugitive)
  - Saison 1, épisode 22 Angels Travel on Lonely Roads (Part I, 1964) de Walter Grauman : Manuel
  - Saison 2, épisode 10 The Cage (1964 : Tonino) de Walter Grauman et épisode 29 The Old Man Picked a Lemon (1965 : Rafael Flores) d'Alexander Singer
  - Saison 3, épisode 3 Landscape with Running Figures (Part I, 1965) de Walter Grauman : Luis Bota
  - Saison 4, épisode 25 Death of a Very Small Killer (1967) de John Meredyth Lucas : Pancho Sancho
- 1965 : Le Jeune Docteur Kildare (Dr Kildare)
  - Saison 4, épisode 20 A Marriage of Convenience d'Herschel Daugherty : M. Ruiz
  - Saison 5, épisode 2 A Life for a Life de John Brahm : Garcia
- 1965 : L'Homme à la Rolls (Burke's Law), saison 3 Whatever Happened to Adriana and Why Won't She Stay Dead? de Seymour Robbie : Colonel Metaxa
- 1965 : Laredo, saison 1, épisode 14 The Heroes of San Gill de Paul Stanley : Capitaine Maguilas
- 1965 : Les Mystères de l'Ouest (The Wild Wild West), saison 1, épisode 15 La Nuit fatale (The Night of the Fatal Trap) de Richard Whorf : Sergent Gomez
- 1966 : Perry Mason, saison 9, épisode 23 The Case of the Tsarina's Tiara d'Harmon Jones : Rizal
- 1966-1967 : Au cœur du temps (The Time Tunnel), saison unique, épisode 13 Alamo (The Alamo, 1966 : Capitaine Rodriguez) de Sobey Martin et épisode 21 L'Idole de la mort (Idol of Death, 1967 : Castillano) de Sobey Martin
- 1966-1968 : Les Espions (I Spy)
  - Saison 1, épisode 19 Cuisine à la turque (Turkish Delight, 1966) de Paul Wendkos : Beltran
  - Saison 3, épisode 19 Requiem pour un traître (Turnabout for Traitor, 1968) d'Earl Bellamy : le propriétaire
- 1967 : Cher oncle Bill (Family Affair), saison 1, épisode 17 All Around the Town de William D. Russell : Caravalho
- 1967 : Les Envahisseurs (The Invaders), saison 1, épisode 3 La Mutation (The Mutation) de Paul Wendkos : Miguel
- 1967 : Match contre la vie (Run for Your Life), saison 2, épisode 26 À l'est de l'Équateur (East of the Equator) de Fernando Lamas : un marchand
- 1967 : Des agents très spéciaux (The Man from U.N.C.L.E.), saison 4, épisode 9 Le Secret Trois (The Fiery Angel Affair) de Richard Benedict : Martine
- 1968 : Brigade criminelle (Felony Squad), saison 2, épisode 23 Epitaph for a Cop de George McCowan : Pepe Enciras
- 1967-1968 : Sur la piste du crime (The F.B.I.)
  - Saison 2, épisode 29 The Extortionist (1967) de Gene Nelson : Ray Avila
  - Saison 3, épisode 23 The Ninth Man (1968) de Jesse Hibbs : Anselmo Morales
  - Saison 4, épisode 9 The Harvest (1968) de William Hale : Martinez
- 1968 : Opération vol (It Takes a Thief)
  - Saison 1, épisode 5 L'Ange triste (One Illegal Angel) : l'amiral
  - Saison 2, épisode 5 Vol en révolution (Get Me to the Revolution on Time) : Machado
- 1969 : Mission impossible (Mission: Impossible), saison 4, épisode 6 Le Commandant (Commandante) : le maire Esbarto
- 1969-1970 : Les Règles du jeu (The Name of the Game), saison 2, épisode 5 Chains of Command (1969 : José Muno) de Robert Day et épisode 22 Man of the People (1970 : Julio)
- 1969-1973 : La Nouvelle Équipe (The Mod Squad)
  - Saison 2, épisode 13 Never Give the Fuzz an Even Break (1969) d'Earl Bellamy : l'officier de police mexicain
  - Saison 4, épisode 17 Kill Gently, Sweet Jessie (1972)de Lawrence Dobkin : un membre de la commission des libérations conditionnelles
  - Saison 5, épisode 18 Death in High Places (1973) de Don McDougall : le premier membre du conseil
- 1970 : L'Homme de fer (Ironside), saison 3, épisode 23 Le Fils du prisonnier (Little Jerry Jessup) de Don Weis : M. Mendares
- 1970 : Gunsmoke ou Police des plaines (Gunsmoke ou Marshal Dillon), saison 16, épisode 1 Chato de Vincent McEveety : Juanito
- 1970 : The Bold Ones: The New Doctors, saison 2, épisode 1 This Will Really Kill You de Jeffrey Hayden : Sergent Garcia
- 1970 : Le Virginien (The Men from Shiloh), saison 9, épisode 2 The Best Man de Russ Mayberry : Hernan
- 1970 : Le Grand Chaparral (The High Chaparral), saison 4, épisode 10 La Fiesta (Fiesta) de John Florea : le barman
- 1970 : Docteur Marcus Welby (Marcus Welby, M.D.), saison 2, épisode 12 All the Golden Dandelions Are Gone de Leo Penn : José Chavez
- 1971 : Cannon, saison 1, épisode 7 L'Appel silencieux (Scream of Silence) de Jerry Jameson : Manny Figueroa
- 1972 : Lassie, saison 19, épisode 13 Dream Builder : Julio Beja
- 1972-1973 : Auto-patrouille (Adam-12)
  - Saison 5, épisode 11 Hot Spell (1972) : Fred Tosca
  - Saison 6, épisode 13 Southwest Division (1973) : Antonio Sanchez
- 1973 : Kung Fu, saison 2, épisode 4 Le Sorcier (The Brujo) de Richard Lang : Esteban
- 1973-1975 : Les Rues de San Francisco (The Streets of San Francisco)
  - Saison 1, épisode 15 Impuissant devant la mort (Deathwatch, 1973) de Walter Grauman : Paco Esquivel
  - Saison 3, épisode 15 Faux Témoins (False Witness, 1975) de Paul Stanley : Ramon Vega
- 1974 : L'Homme qui valait trois milliards (The Six Million Dollar Man), saison 1, épisode 11 Le Mal de l'espace (Burning Bright) : Ernesto Arruza
- 1976 : 200 dollars plus les frais (The Rockford Files), saison 2, épisode 20 Disparition (Where's Houston?) : Carlos
- 1977 : Police Story, saison 4, épisode 17 Hard Rock Brown d'Alf Kjellin : Emilio Alvarez
- 1977 : Super Jaimie (The Bionic Woman), saison 3, épisode 5 Rodéo (Rodeo) : Carlos
- 1978 : Swith, saison 3, épisode 18 Mexican Standoff de Fernando Lamas : Octavio Salinas
- 1979 : La Conquête de l'Ouest (How the West Was Won), saison 2, épisode 9 Luke de Vincent McEveety : José
- 1979 : Drôles de dames (Charlie's Angels), saison 4, épisode 13 Une croisière en or (Cruising Angels) de George McCowan : Général Ranez

#### Téléfilms
- 1970 : Cutter's Trail (en) de Vincent McEveety : le forgeron
- 1970 : The Other Man de Richard Colla : Lieutenant Lorca
- 1975 : L'Enquête de Monseigneur Logan (The Abduction of Saint Anne) d'Harry Falk : José Montoya